# Epalxiphora axenana
Epalxiphora axenana (brindled bell moth en inglés) es una especie de polilla de la familia Tortricidae. Es endémico de Nueva Zelanda, donde se ha registrado únicamente en la isla Norte.

## Descripción
Las alas anteriores son de color blanquecino ocre, mezcladas y nubladas con marrón ocre. El borde costal extremo es blanco. Las alas traseras son blanquecinas, levemente moteadas de gris pálido hacia el margen posterior. Se han registrado vuelos en adultos desde noviembre hasta principios de enero en una o más generaciones por año.

## Alimentación
Las larvas se alimentan de Macropiper excelsum, Dysoxylum spectabile y especies de cítricos.